# Československá basketbalová liga 1987-1988
La Československá basketbalová liga 1987-1988 è stata la 60ª edizione del massimo campionato cecoslovacco di pallacanestro maschile. La vittoria finale è stata ad appannaggio dello Zbrojovka Brno.

## Risultati

### Stagione regolare
|     | Squadra                | G  | V  | P  | PF   | PS   | Pt. | Qualificazione |
| --- | ---------------------- | -- | -- | -- | ---- | ---- | --- | -------------- |
| 1.  | Zbrojovka Brno         | 28 | 22 | 6  | 2584 | 2127 | 50  | playoff        |
| 2.  | Inter Bratislava       | 28 | 18 | 10 | 2535 | 2303 | 46  | playoff        |
| 3.  | VŠ Praga               | 28 | 18 | 10 | 2395 | 2326 | 46  |                |
| 4.  | Baník Prievidza        | 28 | 15 | 13 | 2374 | 2430 | 43  |                |
|     |                        |    |    |    |      |      |     |                |
| 5.  | Pardubice              | 36 | 22 | 14 | 3178 | 2923 | 58  |                |
| 6.  | VŠDS Žilina            | 36 | 20 | 16 | 3102 | 3083 | 56  |                |
| 7.  | Sparta ČKD Praga       | 36 | 19 | 17 | 3033 | 3091 | 55  |                |
| 8.  | Tatran Ostrava         | 36 | 18 | 18 | 3263 | 3067 | 54  |                |
| 9.  | Baník Handlová         | 36 | 16 | 20 | 2928 | 2940 | 52  |                |
| 10. | Dukla Olomouc          | 36 | 15 | 21 | 3017 | 3084 | 51  |                |
| 11. | Chemosvit              | 36 | 15 | 21 | 2761 | 2944 | 51  | retrocesse     |
| 12. | Stavební fakulta Praga | 36 | 2  | 34 | 2684 | 3436 | 38  | retrocesse     |

### Playoff
| Squadra 1      | Risultato | Squadra 2        |
| -------------- | --------- | ---------------- |
| Zbrojovka Brno | 3 - 2     | Inter Bratislava |

| Československá basketbalová liga 1987-1988 |
| ------------------------------------------ |
| Zbrojovka Brno 19º titolo                  |

## Formazione vincitrice
| N° | Naz.                      | Ruolo | Sportivo         |  | Alt. |  |
| -- | ------------------------- | ----- | ---------------- |  | ---- |  |
|    | Cecoslovacchia (bandiera) | G     | Vlastimil Havlík |  | 191  |  |
|    | Cecoslovacchia (bandiera) | GA    | Josef Jelínek    |  | 197  |  |
|    | Cecoslovacchia (bandiera) | GA    | Kamil Brabenec   |  | 193  |  |
|    | Cecoslovacchia (bandiera) | AC    | Leoš Krejčí      |  | 208  |  |
|    | Cecoslovacchia (bandiera) | C     | Jiří Okáč        |  | 217  |  |
|    | Cecoslovacchia (bandiera) | C     | Jan Svoboda      |  | 204  |  |
|    | Cecoslovacchia (bandiera) |       | Martin Šibal     |  |      |  |
|    | Cecoslovacchia (bandiera) |       | Martin Hanáček   |  |      |  |
|    | Cecoslovacchia (bandiera) |       | Luděk Lupač      |  |      |  |
|    | Cecoslovacchia (bandiera) |       | Pavel Harásek    |  |      |  |
|    | Cecoslovacchia (bandiera) |       | Jeřábek          |  |      |  |
|    | Cecoslovacchia (bandiera) |       | Buňák            |  |      |  |
|    | Cecoslovacchia (bandiera) |       | Hudeček          |  |      |  |
|    | Cecoslovacchia (bandiera) |       | Majer            |  |      |  |
|    | Cecoslovacchia (bandiera) |       | Brtník           |  |      |  |
|    | Cecoslovacchia (bandiera) | All.  | Zdeněk Bobrovský |  |      |  |

## Fonti
- Ing. Pavel Šimák: Historie československého basketbalu v číslech (1932-1985), Basketbalový svaz ÚV ČSTV, květen 1985, 174 stran
- Ing. Pavel Šimák: Historie československého basketbalu v číslech, II. část (1985-1992), Česká a slovenská basketbalová federace, březen 1993, 130 stran
- Juraj Gacík: Kronika československého a slovenského basketbalu (1919-1993), (1993-2000), vydáno 2000, 1. vyd, slovensky, BADEM, Žilina, 943 stran
- Jakub Bažant, Jiří Závozda: Nebáli se své odvahy, Československý basketbal v příbězích a faktech, 1. díl (1897-1993), 2014, Olympia, 464 stran